# Tomáš Abrahám
Tomáš Abrahám (* 18. April 1979 in Třebíč, Tschechoslowakei) ist ein tschechischer Fußballspieler.

## Karriere
Tomáš Abrahám spielte in seiner Jugend für Sokol Hrotovice und FC Slavia Třebíč. Mit 16 Jahren wechselte der defensive Mittelfeldspieler zum FC Boby Brünn, wo er in der Spielzeit 1998/99 in der ersten Mannschaft debütierte. In der folgenden Saison wurde er an den Drittligisten Tatran Poštorná ausgeliehen. Anschließend kehrte er nach Brünn zurück, machte aber nur ein einziges Spiel in der Saison 2000/01. Er wurde an den slowakischen Erstligisten FK AS Trenčín ausgeliehen, dort spielte er nur zweimal.
Mitte 2002 kehrte Abrahám nach Brünn zurück, wo er sich schließlich durchsetzen konnte. In zwei Jahren verpasste er nur ein Meisterschaftsspiel. 2004 wurde er vom türkischen Erstligisten Denizlispor verpflichtet, wo er zu den Stützen der Mannschaft gehörte. Insgesamt absolvierte Abrahám in der Süper Lig 145 Einsätze für Denizlispor und erzielte dabei zwei Tore.
Anfang Februar 2009 wechselte Abrahám auf Leihbasis zum griechischen Erstligisten Skoda Xanthi, nachdem er sich zuvor geweigert hatte, seinen im Juni 2009 endenden Vertrag zu verlängern. Im Juni 2009 wechselte Abrahám zum tschechischen Erstliga-Aufsteiger 1. FC Slovácko. Dort spielte er insgesamt 22-mal und erzielte einen Treffer. Nach einem Jahr verließ er den Aufsteiger und wechselte zum österreichischen Bundesligaaufsteiger Wacker Innsbruck. Anschließend wurde er Spieler und auch Spielertrainer beim ASK Bad Vöslau. Bei Bad Vöslau spielte er von 2014 bis 2018 und war nebenbei Trainer von 2015 bis 2017. 2018 verließ er den Verein und ging noch für ein Jahr zum SC Mautern, um dort ebenfalls Spielertrainer zu werden. Mitte Januar 2019 beendete er seine aktive Karriere.